# Znaménskoie (Nijni Nóvgorod)
|  | Per a altres significats, vegeu «Znaménskoie». |

Znaménskoie (en rus: Знаменское) és un poble de l'óblast de Nijni Nóvgorod, a Rússia, segons el cens del 2010 tenia 21 habitants, pertany al municipi de Mediana.